# میوشی، سایتاما
میوشی، سایتاما (به لاتین: Miyoshi, Saitama) یک منطقهٔ مسکونی در ژاپن است که در استان سایتاما واقع شده‌است. میوشی ۱۵٫۳۳ کیلومترمربع مساحت و ۳۸٬۴۳۸ نفر جمعیت دارد.